# Collegio elettorale di Ascoli Piceno (Camera dei deputati)
Il collegio di Ascoli Piceno fu un collegio elettorale uninominale della Repubblica Italiana per l'elezione della Camera dei deputati. Apparteneva alla circoscrizione Marche e fu utilizzato per eleggere un deputato nella XII, XIII e XIV legislatura.
Venne istituito nel 1993 con la cosiddetta Legge Mattarella (Legge n. 277, Nuove norme per l'elezione della Camera dei deputati), attuata in seguito al referendum abrogativo del 1993. La legge istituì per la Camera dei deputati e per il Senato della Repubblica un sistema di elezione misto, in parte maggioritario e in parte proporzionale. Il 75% dei parlamentari dell'assemblea veniva eletto in collegi uninominali tramite sistema maggioritario a turno unico; il restante 25% alla Camera veniva eletto tramite sistema proporzionale con liste bloccate.
Il collegio venne abolito insieme a tutti gli altri che costituivano la Camera con la promulgazione della legge elettorale successiva, la cosiddetta Legge Calderoli. Questa prevedeva un sistema proporzionale con premio di maggioranza, che alla Camera veniva attribuito a livello nazionale.

## Territorio
Il collegio di Ascoli Piceno era uno dei 12 collegi uninominali in cui erano suddivise le Marche e, come previsto dal D.Lgs. del 20 dicembre 1993 n. 536, era interamente compreso nella provincia di Ascoli Piceno e comprendeva i seguenti comuni: Acquasanta Terme, Amandola, Appignano del Tronto, Arquata del Tronto, Ascoli Piceno, Castel di Lama, Castignano, Castorano, Colli del Tronto, Comunanza, Folignano, Force, Maltignano, Montefalcone Appennino, Montefortino, Montegallo, Montemonaco, Offida, Palmiano, Roccafluvione, Rotella, Santa Vittoria in Matenano, Smerillo, Spinetoli e Venarotta.

## Eletti
| Elezione | Elezione | Deputato          | Partito            |
| -------- | -------- | ----------------- | ------------------ |
|          | 1994     | Giovanni Ferrante | Progressisti (PDS) |
|          | 1996     | Paolo Polenta     | L'Ulivo (PPI)      |
|          | 2001     | Orlando Ruggieri  | L'Ulivo            |

## Dati elettorali

### XII legislatura

#### Risultati proporzionale
| Coalizioni        | Coalizioni         | Liste                                 | Liste                              | Voti   | %     |
| ----------------- | ------------------ | ------------------------------------- | ---------------------------------- | ------ | ----- |
|                   | Progressisti       |                                       | Partito Democratico della Sinistra | 17.693 | 22,12 |
|                   | Progressisti       | Rifondazione Comunista                | 7.369                              | 9,21   |       |
|                   | Progressisti       | Federazione dei Verdi                 | 2.190                              | 2,74   |       |
|                   | Progressisti       | Alleanza Democratica                  | 2.168                              | 2,71   |       |
|                   | Progressisti       | Partito Socialista Italiano           | 1.464                              | 1,83   |       |
|                   | Progressisti       | Movimento per la Democrazia - La Rete | 1.353                              | 1,69   |       |
| Totale coalizione | Totale coalizione  | 32.237                                | 40,30                              |        |       |
|                   | Alleanza Nazionale | Alleanza Nazionale                    | Alleanza Nazionale                 | 19.095 | 23,87 |
|                   | Forza Italia       | Forza Italia                          | Forza Italia                       | 15.157 | 18,95 |
|                   | Patto per l'Italia |                                       | Partito Popolare Italiano          | 13.508 | 16,89 |
| Totale            | Totale             | Totale                                | Totale                             | 79.997 |       |

#### Risultati uninominale
|                               | Giovanni Ferrante ✔️ Eletto | Progressisti       | 27 835 | 35,14 |  |  |  |  |  |
|                               | Giulio Conti                | Alleanza Nazionale | 19 349 | 24,43 |  |  |  |  |  |
|                               | Maurizio Maria Ramazzotti   | Patto per l'Italia | 16 960 | 21,41 |  |  |  |  |  |
|                               | Tommaso Pietropaolo         | Forza Italia       | 15 057 | 19,01 |  |  |  |  |  |
| Totale                        | Totale                      | Totale             | 79 201 | 100   |  |  |  |  |  |
|                               |                             |                    |        |       |  |  |  |  |  |
| Fonte: Ministero dell'interno |                             |                    |        |       |  |  |  |  |  |

### XIII legislatura

#### Risultati proporzionale
| Coalizioni        | Coalizioni                         | Liste                                     | Liste                              | Voti   | %     |
| ----------------- | ---------------------------------- | ----------------------------------------- | ---------------------------------- | ------ | ----- |
|                   | Polo per le Libertà                |                                           | Alleanza Nazionale                 | 18.229 | 23,19 |
|                   | Polo per le Libertà                | Forza Italia                              | 13.711                             | 17,44  |       |
|                   | Polo per le Libertà                | CCD-CDU                                   | 6.261                              | 7,97   |       |
| Totale coalizione | Totale coalizione                  | 38.201                                    | 48,60                              |        |       |
|                   | L'Ulivo                            |                                           | Partito Democratico della Sinistra | 17.240 | 21,93 |
|                   | L'Ulivo                            | Popolari per Prodi (PPI-SVP-PRI-UD-Prodi) | 4.733                              | 6,02   |       |
|                   | L'Ulivo                            | Rinnovamento Italiano                     | 3.555                              | 4,52   |       |
|                   | L'Ulivo                            | Federazione dei Verdi                     | 1.702                              | 2,17   |       |
| Totale coalizione | Totale coalizione                  | 27.230                                    | 34,64                              |        |       |
|                   | Progressisti                       |                                           | Rifondazione Comunista             | 9.681  | 12,32 |
|                   | Lista Pannella - Sgarbi            | Lista Pannella - Sgarbi                   | Lista Pannella - Sgarbi            | 1.595  | 2,03  |
|                   | Movimento Sociale Fiamma Tricolore | Movimento Sociale Fiamma Tricolore        | Movimento Sociale Fiamma Tricolore | 1.091  | 1,39  |
|                   | Lega Nord                          | Lega Nord                                 | Lega Nord                          | 652    | 0,83  |
|                   | Per le Marche                      | Per le Marche                             | Per le Marche                      | 156    | 0,20  |
| Totale            | Totale                             | Totale                                    | Totale                             | 78.606 |       |

#### Risultati uninominale
|                               | Paolo Polenta ✔️ Eletto | L'Ulivo             | 39 286 | 50,94 |  |  |  |  |  |
|                               | Giulio Conti            | Polo per le Libertà | 37 840 | 49,06 |  |  |  |  |  |
| Totale                        | Totale                  | Totale              | 77 126 | 100   |  |  |  |  |  |
|                               |                         |                     |        |       |  |  |  |  |  |
| Fonte: Ministero dell'interno |                         |                     |        |       |  |  |  |  |  |

### XIV legislatura

#### Risultati proporzionale
| Coalizioni        | Coalizioni              | Liste                                 | Liste                   | Voti   | %     |
| ----------------- | ----------------------- | ------------------------------------- | ----------------------- | ------ | ----- |
|                   | Casa delle Libertà      |                                       | Forza Italia            | 18.266 | 23,71 |
|                   | Casa delle Libertà      | Alleanza Nazionale                    | 15.308                  | 19,87  |       |
|                   | Casa delle Libertà      | CCD-CDU                               | 3.615                   | 4,69   |       |
|                   | Casa delle Libertà      | Nuovo PSI                             | 468                     | 0,61   |       |
| Totale coalizione | Totale coalizione       | 37.657                                | 48,88                   |        |       |
|                   | L'Ulivo                 |                                       | Democratici di Sinistra | 13.161 | 17,08 |
|                   | L'Ulivo                 | La Margherita (Dem - PPI - RI- UDEUR) | 11.312                  | 14,68  |       |
|                   | L'Ulivo                 | Comunisti Italiani                    | 1.524                   | 1,98   |       |
|                   | L'Ulivo                 | Il Girasole (FdV - SDI)               | 1.099                   | 1,43   |       |
| Totale coalizione | Totale coalizione       | 27.096                                | 35,17                   |        |       |
|                   | Rifondazione Comunista  | Rifondazione Comunista                | Rifondazione Comunista  | 5.229  | 6,79  |
|                   | Lista Di Pietro         | Lista Di Pietro                       | Lista Di Pietro         | 3.357  | 4,36  |
|                   | Lista Pannella - Bonino | Lista Pannella - Bonino               | Lista Pannella - Bonino | 1.606  | 2,08  |
|                   | Democrazia Europea      | Democrazia Europea                    | Democrazia Europea      | 1.599  | 2,08  |
|                   | Repubblicani Europei    | Repubblicani Europei                  | Repubblicani Europei    | 377    | 0,49  |
|                   | Paese Nuovo             | Paese Nuovo                           | Paese Nuovo             | 64     | 0,08  |
|                   | Abolizione scorporo     | Abolizione scorporo                   | Abolizione scorporo     | 61     | 0,08  |
| Totale            | Totale                  | Totale                                | Totale                  | 77.046 |       |

#### Risultati uninominale
|                               | Orlando Ruggieri ✔️ Eletto | L'Ulivo            | 34 778 | 44,67 |  |  |  |  |  |
|                               | Giulio Conti               | Casa delle Libertà | 33 989 | 43,65 |  |  |  |  |  |
|                               | Gino Vallesi               | Democrazia Europea | 4 494  | 5,77  |  |  |  |  |  |
|                               | Dante Merlonghi            | Lista Di Pietro    | 2 829  | 3,63  |  |  |  |  |  |
|                               | Massimo Pagnotta           | Lista Emma Bonino  | 1 773  | 2,28  |  |  |  |  |  |
| Totale                        | Totale                     | Totale             | 77 863 | 100   |  |  |  |  |  |
|                               |                            |                    |        |       |  |  |  |  |  |
| Fonte: Ministero dell'interno |                            |                    |        |       |  |  |  |  |  |